# Museu de Bombers d'Alcoi
El Museu de Bombers d'Alcoi (MUBOMA), el nom oficial del qual és Museu de Bombers del Consorci Provincial d'Alacant, és un museu situat al carrer Alcassares número 64 d'Alcoi (l'Alcoià), País Valencià.

## Edifici
El museu es troba a la coneguda com a Fàbrica de Tacs, un edifici industrial reconvertit en museu per a ús cultural. L'edifici està alçat en pedra de carreu al costat del riu Serpis.
L'immoble es construeix a meitat del segle xix amb la finalitat d'albergar una indústria tèxtil. Es destina a la producció de la manufactura de cotó i més tard és transformat en una fàbrica de feltres, encara que finalment es converteix en fàbrica de filats fins que l'any 1985 un incendi destrueix l'edifici.
L'edifici és de planta lineal amb una planta baixa i dues altures, amb una estructura construïda enterament amb fusta de pi. La façana adopta certs elements neoclàssics. El fumeral és posterior i està construït en rajola amb fust de forma troncocònica.

## Museu
És el primer museu de bombers del País Valencià, el qual va ser inaugurat al juliol de 2011. El museu dona a conéixer la importància d'aquesta professió i conté una col·lecció d'eines i recursos que han permés el desenvolupament d'aquest ofici.
Al museu es conserva i mostra al visitant el patrimoni que els diferents parcs de bombers de la província d'Alacant han atresorat amb el temps. El museu comprén una col·lecció dels primers vehicles utilitzats en les labors d'extinció, així com tota classe d'objectes, equips i indumentària, en definitiva, tota la història dels bombers a la província, convertida en una singular col·lecció museogràfica.
A Alcoi també es pot visitar l'edifici del Parc de Bombers de 1915, obra d'estil modernista valencià de l'arquitecte alcoià Vicent Pascual Pastor.